# Friedrich W. Neukam
Friedrich W. Neukam (* 1949 in Vlotho) ist ein deutscher Facharzt für Mund-, Kiefer- und Gesichtschirurgie und ehemaliger Hochschullehrer.

## Leben und Werdegang
Neukam studierte an der Universität Mainz Zahnmedizin und in der Folge an der Medizinische Hochschule Hannover (MHH) Medizin. Er absolvierte in Hannover auch die Weiterbildung für Mund-, Kiefer- und Gesichtschirurgie und habilitierte sich 1990 für das Fach. Im Jahr 1994 folgte die Ernennung zum außerplanmäßigen Professor, bevor er ab 1995 er als Ordinarius für Mund-, Kiefer- und Gesichtschirurgie auf den Lehrstuhl für Zahnmedizin, insbesondere Mund-, Kiefer-, Gesichtschirurgie und als Direktor Mund-, Kiefer- und Gesichtschirurgischen Klinik im Universitätsklinikum der Universität Erlangen-Nürnberg berufen wurde. Er hielt diese Position bis zur Emeritierung im Jahr 2017 bei.
Im Jahr 2009 verlieh ihm die Medizinische Fakultät der Universität Athen die Ehrendoktorwürde.

## Spezialgebiete und Behandlungsschwerpunkte
Seine Forschungs- und Behandlungsschwerpunkte waren Lippen-Kiefer-Gaumenspalten, Orthopädische Chirurgie, Tumorchirurgie und Implantologie inklusive Knochenersatz.

## Wissenschaftliche Leistungen
Neukam ist Herausgeber von mehreren Lehrbüchern und Autor über 300 in der Wissenschaftsdatenbank PubMed gelisteten Publikationen in seinem Fachgebiet.
Im Jahr 1993 erhielt er den „Exzellenz-Preis“ der Akademie für Zahnärztliche Fortbildung Karlsruhe der Landeszahnärztekammer Baden-Württemberg.

## Ämter und Mitgliedschaften
Von 2006 bis 2008 war Neukam Präsident der European Association for Osseointegration EAO.

## Veröffentlichungen
Als Herausgeber und Autor hat Friedrich Neukam folgende Bücher veröffentlicht:
- mit R. Schmelzeisen und J.-E. Hausamen Atlas der Mikrochirurgie im Kopf-, Halsbereich. Hanser 1996, ISBN 978-3-446-17645-4
- mit P.A. Reichart, J. Becker, J.-E. Hausamen, H. Schliephake und R. Schmelzeisen Curriculum Chirurgie, Band I Zahnärztliche Chirurgie. Quintessenz, Berlin 2001 (1. Auflage), ISBN 978-3-87652-627-0
- mit P.A. Reichart, J. Becker, F. J.-E. Hausamen, H. Schliephake und R. Schmelzeisen Curriculum Chirurgie, Band II Zahn-, und Mund- und Kieferkrankheiten. Quintessenz, Berlin 2002 (1. Auflage), ISBN 978-3-87652-628-7
- mit P.A. Reichart, J. Becker, J.-E. Hausamen, H. Schliephake und R. Schmelzeisen Curriculum Chirurgie, Band II Mund-, Kiefer- und Gesichtschirurgie. Quintessenz, Berlin 2002 (1. Auflage), ISBN 978-3-87652-629-4